# Massacre de Kukawa
Le massacre de Kukawa a lieu pendant l'insurrection de Boko Haram.

## Déroulement
Le 1er juillet 2015, une cinquantaine de djihadistes de Boko Haram pénètrent dans le village de Kukawa, situé près du Lac Tchad. Les assaillants se portent alors vers la mosquée, où se sont rassemblés les fidèles, peu après la rupture du jeûne, en plein mois du Ramadan.
À 18 heures 30, les djihadistes ouvrent le feu sur la foule et selon des témoins même les enfants âgés de 4 à 12 ans ne sont pas épargnés. Certains des assaillants restent ensuite pour brûler les cadavres, tandis que d'autres se dirigent vers les habitations du village et ouvrent le feu sur les femmes qui préparaient les repas.
Vers 23 heures, les assaillants se retirent du village. Deux témoins cités par l'AFP, un homme nommé Kolo et Kwantami Amodu, un pêcheur du village, affirment avoir compté 97 cadavres après la tuerie. Certains habitants s'enfuient ensuite vers Maiduguri.